# اندام آواساز

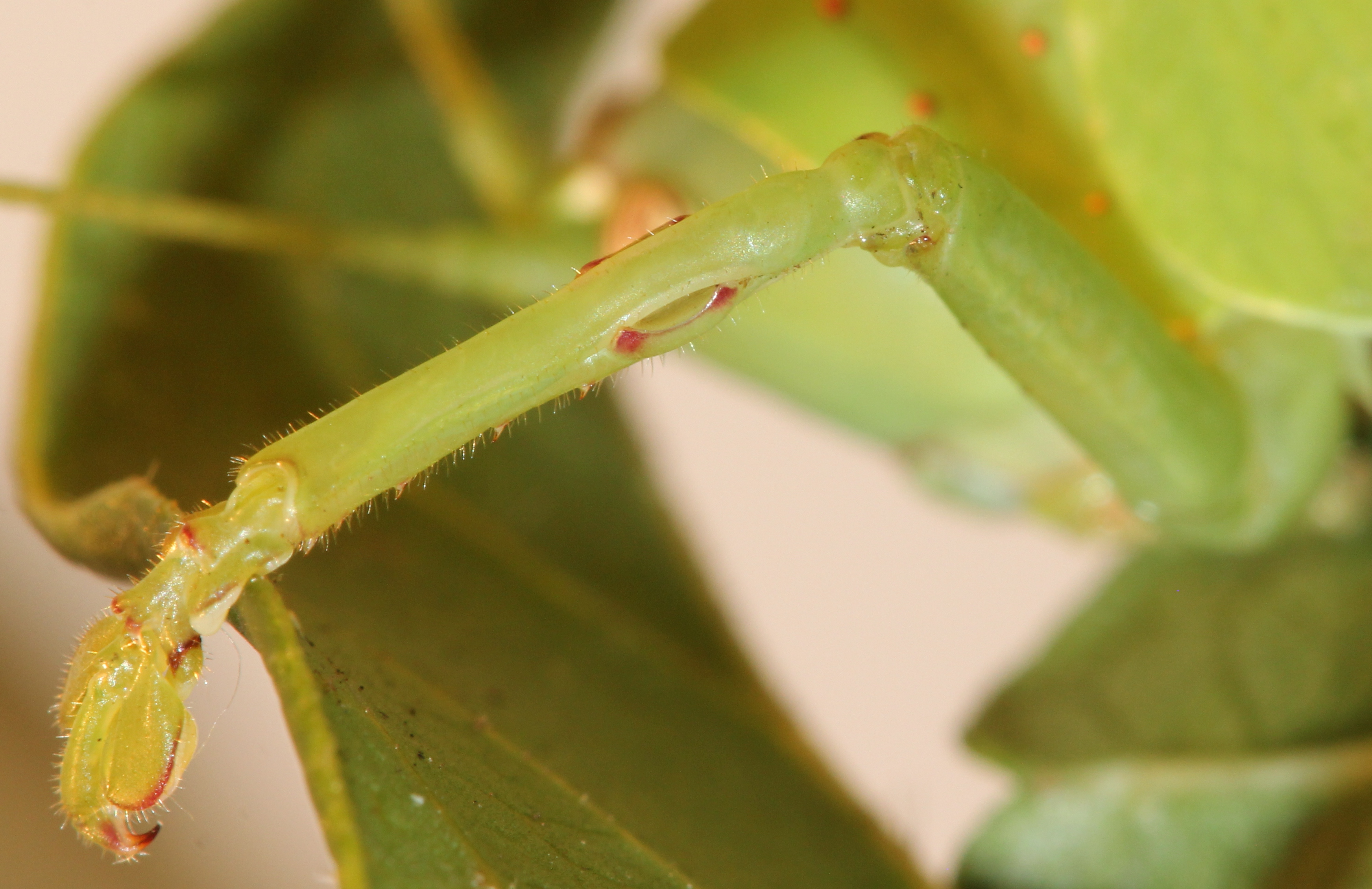
اندام آواساز روی درشت نی کاتیدید Zabalius aridus

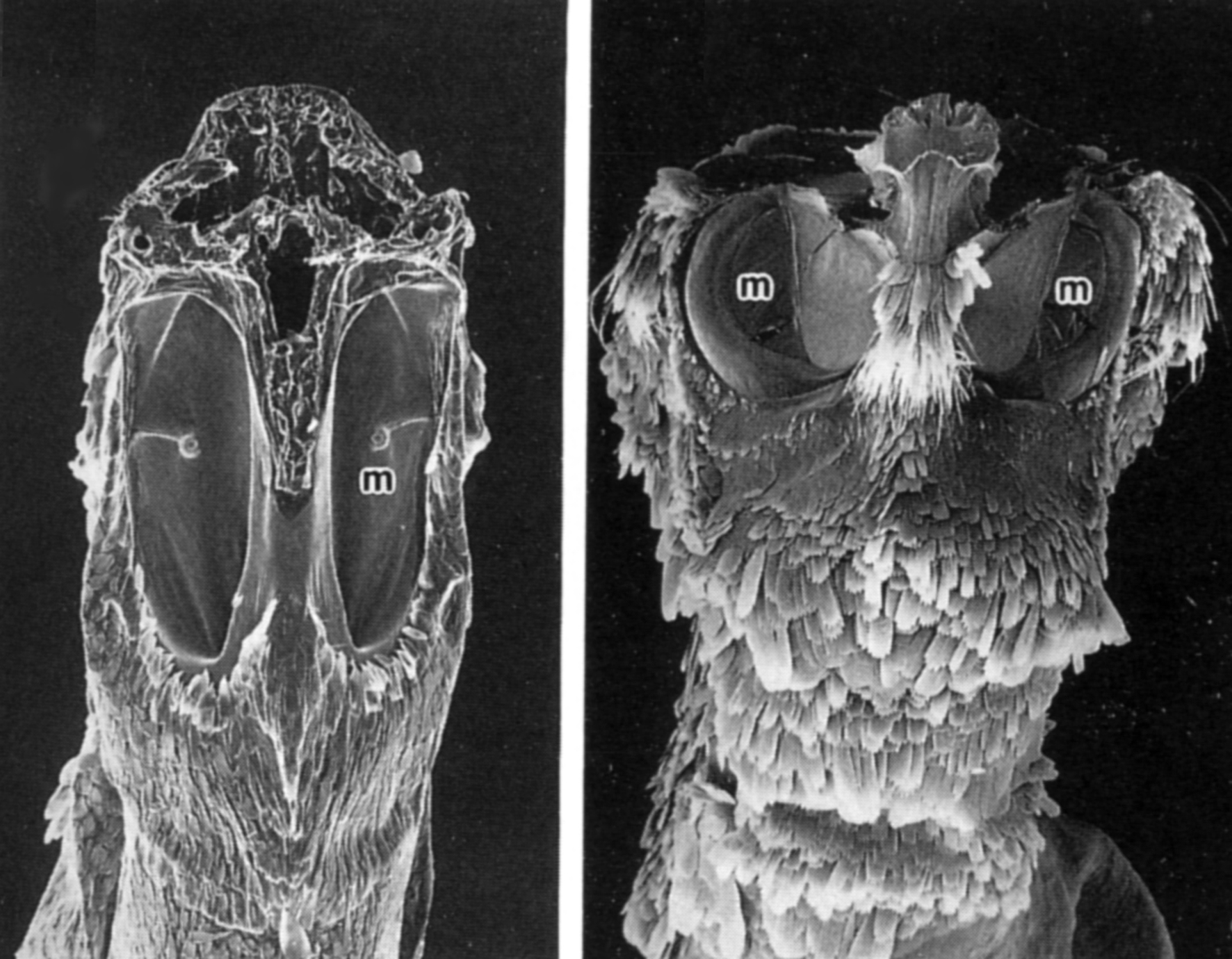
اندام آواساز دو گونه شب‌پره، نمای شکمی شکم (Tineidae و Pyralidae)

اندام آواساز (به انگلیسی: Tympanal organ) یک اندام شنوایی در حشرات است که از یک غشاء (آواسازی) در یک چارچوب کشیده شده است که توسط یک کیسه هوا و نورون‌های حسی مرتبط با آن پشتیبانی می‌شود. صداها غشاء را به ارتعاش درمی‌آورند و ارتعاشات توسط اندام کوردوتونال حس می‌شود. پرده‌بالان (زنبورهای عسل، زنبورهای بی‌عسل، مورچه‌ها و غیره) اندام آواساز ندارند، اما دارای اندام جانستون هستند.
اندام‌های آواساز تقریباً در هر بخشی از حشره وجود دارند: قفسه سینه، قاعده بال، شکم، پاها و غیره، بستگی به گروه حشرات. تصور می‌شود که ساختارها بارها به‌طور مستقل تکامل یافته‌اند. در نتیجه، موقعیت و ساختار آنها اغلب برای کمک به تعیین طبقه‌بندی گونه استفاده می‌شود. به عنوان مثال، همهٔ اعضای زمین‌سنجان (Geometridae) اندام‌های آواساز شکمی زوج متمایز مشترکی دارند که به سوی جلوی نخستین بخش شکمی باز می‌شوند. در درون اندام، ساختارهای خاص از نظر شکل متفاوت است و برای نشان دادن اصل و نسب مشترک زیرتیره‌ها استفاده می‌شود. در دیگر تیره‌های پروانه‌سانان که اندام‌های آواساز شکمی دارند، دهانه ممکن است در جهت متفاوتی باشد و ساختارها از نظر شکل متفاوت باشند.